# Bataille de Maastricht
Pour les articles homonymes, voir Bataille de Maastricht.
Seconde Guerre mondiale,
Bataille des Pays-Bas
Batailles
Bataille des Pays-Bas
- Plan jaune
- Bataille de Maastricht
- Bataille de La Haye
- Bataille de Grebbeberg
- Bataille de l'Afsluitdijk
- Bombardement de Rotterdam

Bataille de France et Campagne des 18 jours
Front d’Europe de l’ouest
La bataille de Maastricht ou bataille de Maestricht est un engagement de la Bataille des Pays-Bas qui s'est déroulé le 10 mai 1940 pour le contrôle de la ville de Maastricht entre la Wehrmacht et l'Armée royale néerlandaise lors de la Seconde Guerre mondiale. Elle se termine par une victoire allemande.

## Contexte historique

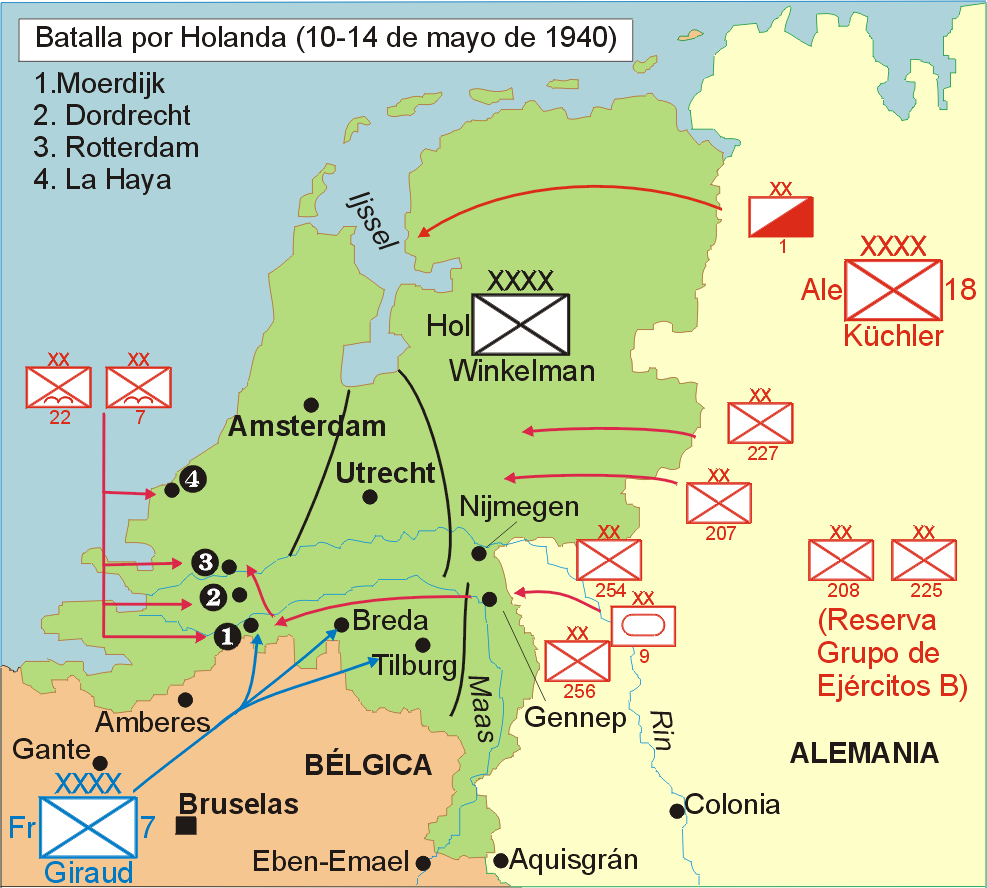
Théâtre des opérations lors de la bataille des Pays-Bas (en castillan).

Maastricht constitue une ville-clé afin de saisir le fort belge de Eben-Emael et de diviser les armées alliées en deux. Le but de l'opération allemande était de prendre les ponts sur la Meuse intacts afin d'avoir un itinéraire facile d'accès à la France. Les Allemands avaient déjà envoyé des commandos déguisés en civils dont la tâche était de désamorcer les charges des ponts. Cependant, ils ont été repérés et arrêtés puis exécutés par les autorités néerlandaises.

## Déroulement de la bataille
La 3e Panzerdivision reçoit l'ordre de prendre d'assaut la ville le 10 mai. Elle rencontre une forte résistance. Des garnisons néerlandaises tentent de défendre les ponts mais ne parviennent pas à contenir l'avancée allemande, bien qu'elles infligent de lourdes pertes à l'ennemi. Seul le pont ferroviaire restera intact et servira de point de passage pour les Panzers allemands. Après que les unités anti-char néerlandaises ont été neutralisées, la résistance s'estompe et les derniers défenseurs dans et autour de Maastricht se rendent.
Le 2e Lieutenant Goebs, commandant les troupes néerlandaises dans la province de Limbourg, ordonne un débriefing sur la situation tard dans la journée. Des plans de bataille sont par ailleurs retrouvés sur un prisonnier de guerre allemand. Toutes les unités allemandes étaient mentionnées dans les plans et cartes avec toutes les cibles qui faisaient partie de l'opération.

## Conséquences
Les pertes allemandes ne sont pas détaillées. Par ailleurs, 120 véhicules blindés et chars ont été détruits dans le Limbourg et 1 avion allemand, principalement du Junkers Ju 52 ont été abattus.
La conséquence de la défaite néerlandaise permettront aux Allemands de se consacrer à la percée de Sedan et prendre à revers les fortifications françaises de la ligne Maginot alors que la bataille des Pays-Bas venait seulement de commencer. 5 jours plus tard, le 15 mai, les Pays-Bas capitulaient.